# رين هينركسن
رين هينركسن (بالنرويجية البوكمول: Rein Henriksen)‏ هو شخصية أعمال نرويجي، ولد في 17 ديسمبر 1915، وتوفي في 29 أبريل 1994.